# Rickinghall Inferior
Rickinghall Inferior är en civil parish i Mid Suffolk i Suffolk i England. Civil parish har 449 invånare (2011). Byn nämndes i Domedagsboken (Domesday Book) år 1086, och kallades då Richingehalla/Rikinchala.